# David Rivers
David Lee Rivers (Jersey City, Nueva Jersey, 20 de enero de 1965) es un exjugador de baloncesto estadounidense que jugó durante 3 temporadas en la NBA, para posteriormente hacerlo en la CBA, la Liga francesa, la Liga griega, la Liga italiana y la Liga turca. Con 1,83 m de altura, lo hacía en la posición de base.

## Trayectoria deportiva

### Universidad
Tras haber jugado el McDonald's All-American Team en 1984, jugó durante cuatro temporadas con los Fighting Irish de la Universidad de Notre Dame, en las que promedió 17,4 puntos y 5,0 asistencias por partido. En la actualidad es el cuarto mejor anotador de la historia de los Fighting Irish y el segundo mejor pasador.

### Profesional
Fue elegido en la vigésimo quinta posición del Draft de la NBA de 1988 por Los Angeles Lakers, donde jugó una temporada a la sombra de Magic Johnson, al que daba minutos de descanso. Promedió 2,9 puntos y 2,3 asistencias por partido en una temporada en la que los Lakers llegaron a las Finales de la NBA, perdiendo ante Detroit Pistons. Al año siguiente fue incluido en el draft de expansión, siendo elegido por Minnesota Timberwolves, con los que no llegó a un acuerdo, por lo que acabó firmando como agente libre por Los Angeles Clippers.
A los pocos meses fichó para una temporada con los Tulsa Fast Breakers, de la CBA. Regresó a los Clippers en 1991, pero jugó únicamente 15 partidos, que serían los últimos de su carrera como jugador de la NBA.
Ese año regresó a la CBA fichando por La Crosse Catbirds, con los que consiguió el título de liga antes de iniciar su aventura europea en 1993, que le llevaría a jugar en cuatro países diferentes.
Comenzó en el Olympique Antibes francés, donde estuvo dos temporadas, ganando el título de Liga en 1995.
En 1995 fichó por el Olympiacos de la Liga griega, con quienes ganó la Liga en 1996. En 1997 consiguió la triple corona, ganando Liga, Copa y Euroliga, en la que disputaron la final ante el FC Barcelona en un partido en el que anotó 26 puntos, siendo elegido MVP de la Final Four. A estas alturas, estaba ya considerado como uno de los mejores jugadores de Europa.
En 1997 fichó por el Teamsystem Bolonia italiano, donde jugó una temporada al lado de Dominique Wilkins, en la que promedió 12,8 puntos y 3,3 asistencias por partido en su único año en la Liga italiana, donde, además, ganó la Copa de aquella temporada.
Al año siguiente firmó con el Tofaş Bursa S. K. de la Liga turca, donde ganó el doblete Liga-Copa en cada una de las dos temporadas que permaneció allí.
Pensando ya en la retirada, en el año 2000 volvió a Grecia para jugar una última temporada de nuevo en el Olympiacos, con el que logró llegar a la final de la Liga, que perdieron ante el Panathinaikos.
No obstante, tras dos años sin jugar, volvió en la temporada 2003-04 a jugar algunos partidos con el Olympique Antibes, que esa temporada se encontraba en la Segunda División francesa. Tras esta experiencia con el equipo con el que debutó en Europa, puso punto final a su carrera deportiva.
En 2009 entró en el organigrama de la Virtus Bolonia italiano para ayudar en el desarrollo de los jugadores juveniles durante esa temporada. Varios años más tarde, durante la campaña 2014-15, trabajó de entrenador asistente en el equipo Kennesaw State Owls, perteneciente a la Kennesaw State University norteamericana.
Rivers está considerado como uno de los mejores jugadores del baloncesto europeo de los años 90s. Salvo en su etapa en la NBA, donde su papel fue meramente testimonial, consiguió títulos en todas las ligas europeas en las que participó (solo le faltó conseguir la Liga italiana y la Copa francesa). Además, consiguió alzarse con el máximo torneo continental, la Euroliga, en 1997 con el Olympiacos, equipo en el que está considerado una leyenda por los aficionados. Y también había conseguido antes de su aventura europea el título de CBA de 1992.

## Estadísticas de su carrera en la NBA

### Temporada regular
| Temporada | Edad | Equipo               | Liga | P   | TIT | MIN  | TC  | TCA | %TC  | 3P  | 3PA | %3P  | TL  | TLA | %TL  | R.OF. | R.DEF. | REB | ASIS | ROB | TAP | PER | FP  | PTS |
| 1988-89   | 24   | Los Angeles Lakers   | NBA  | 47  | 0   | 9.4  | 1.0 | 2.6 | .402 | 0.0 | 0.1 | .167 | 0.7 | 0.9 | .833 | 0.3   | 0.6    | 0.9 | 2.3  | 0.5 | 0.2 | 1.3 | 1.1 | 2.9 |
| 1989-90   | 25   | Los Angeles Clippers | NBA  | 52  | 11  | 13.9 | 1.5 | 3.8 | .406 | 0.0 | 0.1 | .000 | 1.1 | 1.5 | .756 | 0.6   | 1.1    | 1.6 | 3.0  | 0.6 | 0.0 | 1.7 | 1.0 | 4.2 |
| 1991-92   | 27   | Los Angeles Clippers | NBA  | 15  | 0   | 8.1  | 0.7 | 2.0 | .333 | 0.0 | 0.1 | .000 | 0.7 | 0.7 | .909 | 0.7   | 0.6    | 1.3 | 1.4  | 0.5 | 0.1 | 1.1 | 0.9 | 2.0 |
| Total     |      |                      | NBA  | 114 | 11  | 11.3 | 1.2 | 3.1 | .398 | 0.0 | 0.1 | .083 | 0.9 | 1.1 | .794 | 0.5   | 0.8    | 1.3 | 2.5  | 0.5 | 0.1 | 1.5 | 1.0 | 3.4 |

### Playoffs
| Temporada | Edad | Equipo             | Liga | P | MIN | TCA | TC | 3PA | 3P | TLA | TL | R.OF. | REB | ASIS | ROB | TAP | PER | FP | PTS | %TC  | %3P  | %FT  | MIN | PTS | REB | AST |
| 1988-89   | 24   | Los Angeles Lakers | NBA  | 6 | 33  | 4   | 12 | 0   | 2  | 7   | 8  | 1     | 4   | 6    | 0   | 0   | 4   | 6  | 15  | .333 | .000 | .875 | 5.5 | 2.5 | 0.7 | 1.0 |
| Total     |      |                    | NBA  | 6 | 33  | 4   | 12 | 0   | 2  | 7   | 8  | 1     | 4   | 6    | 0   | 0   | 4   | 6  | 15  | .333 | .000 | .875 | 5.5 | 2.5 | 0.7 | 1.0 |

## Palmarés
- CBA: 1 (con La Crosse Catbirds: 1991–92)
- Liga Francesa: 1 (con Olympique Antibes: 1994–95)
- Liga Griega: 2 (con Olympiacos: 1995–96, 1996–97)
- Copa Griega: 1 (con Olympiacos: 1996–97)
- Euroliga: 1 (con Olympiacos: 1996–97)
- Copa Italiana: 1 (con Teamsystem Bolonia: 1997–98)
- Liga Turca: 2 (con Tofaş Bursa: 1998–99, 1999–00)
- Copa Turca: 2 (con Tofaş Bursa: 1998–99, 1999–00)